# 热尔 (汝拉省)
热尔（法語：Jeurre，法語發音：[ʒœʁ]）是法国汝拉省的一个市镇，属于圣克洛德区。

## 地理
热尔（46°22'3"N, 5°42'27"E）面积6.99 平方千米，位于法国勃艮第-弗朗什-孔泰大區汝拉省，该省份为法国东部内陆省份，北起上索恩省，西北接科多尔省，西临索恩-卢瓦尔省，南至安省，东与杜省和瑞士接壤。
与热尔接壤的市镇（或旧市镇、城区）包括：蒙屈塞勒、拉旺西亚-埃佩尔西、马蒂尼亚、沃莱圣克洛德、维拉尔代里亚、拉旺莱圣克洛德。

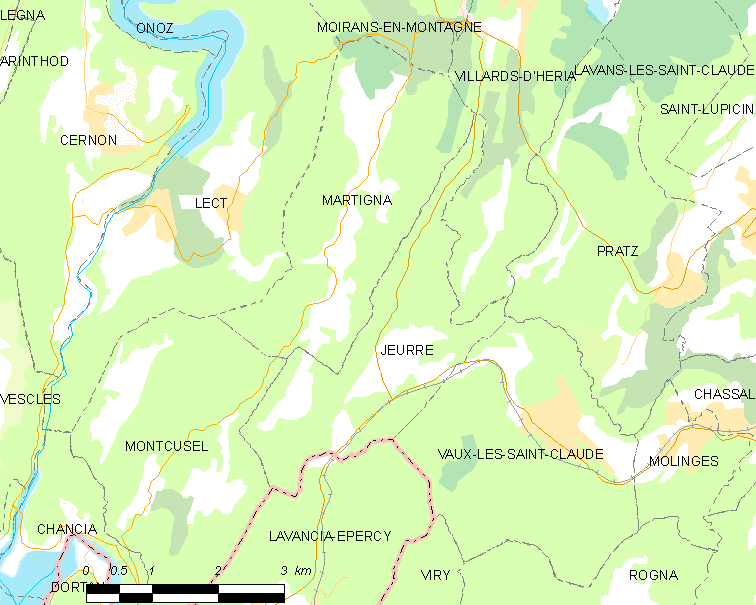
的OSM定位图

热尔的时区为UTC+01:00、UTC+02:00（夏令时）。

## 行政
热尔的邮政编码为39360，INSEE市镇编码为39269。

## 政治
热尔所属的省级选区为穆瓦朗昂蒙塔涅县。

## 人口

1962-2008年间人口变化图示

热尔于2022年1月1日时的人口数量为238人。